# Будинок поштово-телеграфної контори (Хмельницький)
Будинок поштово-телеграфної контори — об'єкт адміністративної забудови міста початку XX століття. Пам'ятка архітектури місцевого значення. Нині тут знаходиться обласний військовий комісаріат, розташований у місті Хмельницький, по вулиці Театральна, 64.

## Історія
Побудований на початку 20 ст. для Проскурівської поштово-телеграфної контори. Проскурівська поштово-телеграфна контора містилась тут до початку 1920-х рр. В радянські часи будинок перебував у відомстві державних установ.

## Архітектура
Двоповерховий, цегляний, пофарбований. Насичений декор головного фасаду оформлений за допомогою цегляного мурування, елементи якого запозичене з різних стилів, серед яких простежуються неоренесансні та національно-романтичні риси. Перший поверх головного фасаду розчленований рустованими пілястрами та увінчаний типовий для цегляної архітектури карнизом із зубчиками. Другий поверх виконаний у вигляді мансарди. Вікна обох поверхів обрамлені колонами та сандриками. В об'ємній композиції будинку домінує ризаліт парадного входу, який увінчаний високим фронтоном та напівсферичним куполом із шпилем. Над входом — кований напівкруглий балкон. Загалом споруда нагадує невеличкий палац, деталі якого підкреслено пофарбуванням.